# Perolândia
Perolândia is een gemeente in de Braziliaanse deelstaat Goiás. De gemeente telt 2.830 inwoners (schatting 2009).

## Aangrenzende gemeenten
De gemeente grenst aan Caiapônia, Jataí en Mineiros.